# Robert Barellas
Robert Barellas est un footballeur français né le 7 mars 1944 à Marseille. Il évolue au poste de défenseur.

## Biographie
Après une saison en équipe réserve, Robert Barellas évolue en équipe première à l'Olympique de Marseille de 1962 à 1965, jouant 16 matchs de première division en 1962-1963, puis 21 matchs de seconde division les deux saisons suivantes. 
Il rejoint ensuite l'US Marignane pour deux saisons, puis signe à l'ECAC Chaumont en 1967. Il y restera jusqu'en 1980.